# Glyptorhagada tattawuppana
Glyptorhagada tattawuppana é uma espécie de gastrópode  da família Camaenidae.
É endémica da Austrália.